# Zymosis
Zymosis (укр. Зимозіс) — український psytrance та psybient проєкт, заснований у 1998 році музикантом, композитором і діджеєм Дмитром Ліхачовим.

## Історія
Zymosis гармонійно поєднує у своїй творчості мелодійність, драйв, глибину звучання з філософським, драматичним змістом. 

### Заснування
Дмитро Ліхачов має академічну освіту з класу фортепіано, а свої перші експерименти в електронній музиці почав ще підлітком.
1996 — заснував свій перший авторський проект Zymosis, маючи чотирнадцять років. Саме тоді Дмитро розпочав свої перші музичні експерименти з електронною музикою. Адже з академічною сміливо експериментував ще змалку. Навчання у музичній школі Дмитро почав у шість років, а вже у вісім захопився створенням перших авторських композицій. 

### 2000 — 2010 роки
2000 — 2011 — до проекту долучається Григорій Собінов. Разом з Дмитром вони пізнають і створюють нову музику, шукають своє унікальне звучання. У 2004 відбувся перший реліз The 2nd Chance EP на лейблі Psyshine Records.
Альбом, що створювався в епоху бурхливого розквіту breakbeat, drum'n'bass і psychedelic trance, зазнав відчутного впливу усіх цих напрямків. Такий стильовий синтез врешті призводить до розділення Zymosis на декілька окремих проектів: chillout залишається за Zymosis, а для більш насиченої, нічної і динамічної музики було створено проект Alienapia.
2007 — виходить перший повноцінний альбом "Fragments" [Архівовано 9 червня 2020 у Wayback Machine.] проекту Zymosis.
2008 — канадський лейбл Sunline Records випускає реліз другого альбому Zymosis "Elements Into Data". Саме цей альбом став історичним і приніс славу проекту — від нього вибухнула вся електронна тусівка. 
2009 — завдяки виходу альбому "Goapocalipsis" [Архівовано 22 грудня 2020 у Wayback Machine.] проект Alienapia миттєво здобуває популярність. Альбом і досі вважається одним з найкращих у стилі New Goa Trance. 

### 2010 — 2020 роки

#### Знайомство з Ольгою Троян і Вікторією Гріго
2010 — знайомство з Ольгою Троян і Вікторією Гріго приносять свіжі фольклорні елементи у музику Дмитра. Вони вже стали незамінними у чіллових композиціях проекту.
2012 проект Zymosis готує великий перфоманс за участі 12 відомих артистів, до виходу наступного альбому "Between Two Points".
2012 виходить трек "Quiet Sadness", який відразу стає популярним у світі. Випуск щонайменше одного треку з українськими мотивами став доброю традицією і особливістю кожного наступного альбому. У цей час народжується ідея створення спільного проекту з Ольгою Троян. Це українські народні колискові з елементами електроніки.
2015 — Zymosis, як яскравого представника української психоделічної сцени та найкращий електронний проект України, запрошують відкривати першу мультимедійну повнокупольну виставу проекту Samskara зірки світового діджитал-арту, візіонера Андроїда Джонса у київському планетарії. 

#### Знайомство з Катею Chilly
2015 — рік знайомства з Катею Чілі. Впродовж наступних декількох років Zymosis активно співпрацює зі співачкою як композитор і звукорежисер. Це був унікальний і самобутній симбіоз електронної музики і акустичних інструментів та живого співу Каті Чілі.
2017 — робота з аранжуванням для Нарека Геворгяна vs. Katya Chilly — "Місяць" на "Голосі країни".
2017 — вийшов новий альбом "Insight" [Архівовано 9 травня 2020 у Wayback Machine.] на українському лейблі Sentimony Records. Продовжуючи традицію українського фольклору, в альбом увійшов трек з Катею Чілі — Zymosis Feat. Katya Chilly – U Zemli. 
2018 — реалізовано і випущено проект "Nichna" (Sentimony Records) з Ольгою Троян — українські колискові у новій формі.
Знято кліп на одну з композицій Zymosis - Серденько.
Наразі готовий до виходу новий альбом, офіційний реліз якого заплановано на 20 квітня 2020. До альбому увійде ремікс на пісню гурту The Doox

## Участь у фестивалях
Дмитро Ліхачов брав участь у десятках фестивалів і сотнях вечірок в Україні, Европі та Азії. Виступав на одній сцені з такими проектами як Infected Mushroom, Juno Reactor, Shpongle та іншими легендами електронної музики.

## Музичний стиль і вплив
Всеосяжна любов до музики і невгамовний дух експериментаторства заохочують Дмитра Ліхачова шукати себе у різних alter ego. Перший альбом Zymosis створювався під впливом стилів музики 90-х: breakbeat, drum'n'bass, psytrance. Пізніше у музиці композитора починають з’являтися фолкові мотиви, пререплетені зі свіжими і сучасними електронними вібраціями, та різні жіночі вокали (Ольга Троян, Вікторія Григо, Катя Чілі).
Дмитро Ліхачов повсякчас розсуває межі жанру chillout, адже у його музиці багато елементів східної етніки. Загалом у композиціях Zymosis виразно простежується вплив класичної музики, яку автор переосмислює і трансформує за допомогою psytrance-звучання, що є основною складовою пізнаваного авторського стилю. Музикант весь час шукає цікаві ракурси і нове звучання. 

## Дискографія

#### Альбоми
| Рік  | Назва              | Лейбл             |
| ---- | ------------------ | ----------------- |
| 2007 | Fragments          | Not On Label      |
| 2008 | Elements Into Data | Sunline Records   |
| 2012 | Between Two Points | Altar Records     |
| 2017 | Insight            | Sentimony Records |
| 2020 | Timeless           | Sentimony Records |

#### Міні-альбоми (EP)
| Рік  | Назва  | Лейбл             |
| ---- | ------ | ----------------- |
| 2018 | Nichna | Sentimony Records |

## Сайд-проєкти
Дмитро Ліхачов створив щонайменше п’ять суто авторських проєктів:
| Назва проєкту | Рік створення | Музичний стиль                                                    |
| ------------- | ------------- | ----------------------------------------------------------------- |
| Zymosis       | 1996          | psytrance, psybient, psychill, psybreaks, psychedelic electronica |
| Magmadivers   | 2005          | psytrance, darkpsy                                                |
| Alienapia     | 2009          | goatrance                                                         |
| Yoshimeatzoo  | 2016          | synthwave, cyberpunk                                              |
| EleexR        | 2017          | dark progressive, zenonesque, psytech                             |

Колаборації Zymosis часом виходять за рамки суто psytrance-звучання, але залишаються  самобутніми. Сам Дмитро називає Zymosis вільним від канонів проєктом.